# HHhH
HHhH är den franske författaren Laurent Binets debutroman, utgiven 2010. Romanen behandlar Operation Anthropoid, kodnamnet för attentatet mot Reinhard Heydrich, SS-Obergruppenführer och riksprotektor i Böhmen-Mähren, i Prag den 27 maj 1942. ”HHhH” är en akronym och står för ”Himmlers Hirn heißt Heydrich”, det vill säga ”Himmlers hjärna heter Heydrich”, ett smeknamn som användes om Heydrich inom SS.
Läsaren får följa förberedelserna, genomförandet och efterspelet till attentatet. Därtill ges en levnadsbeskrivning av Heydrich samt de två attentatsmännen Jozef Gabčík och Jan Kubiš. Författaren redogör även för sin forskning bakom boken och själva skrivprocessen.
HHhH tilldelades Prix Goncourt år 2010.